# Playoffs NBA 1964
Los Playoffs de la NBA de 1964 fueron el torneo final de la temporada 1963-64 de la NBA. Concluyó con la victoria de Boston Celtics, campeón de la División Este, sobre San Francisco Warriors, campeón de la División Oeste, por 4–1.
Boston acumuló así su sexto título consecutivo, el séptimo en total, continuando con su dominación en la década de los 60, donde consiguió todos los títulos excepto en 1967.
Este suponía el primer viaje de San Francisco Warriors hacia las Finales desde que cambiasen la franquicia (situada en Filadelfia); más tarde aparecerían en 1967 y (como Golden State Warriors) conseguirían el título en 1975.
Philadelphia 76ers debutaron en los playoffs desde su traslado; ellos fueron fundados como Syracuse Nationals en 1939 y formaron parte de la NBL desde 1946.

## Tabla
|  | Semifinales de División | Semifinales de División | Semifinales de División |   |  | Finales de División | Finales de División | Finales de División |  |  | Finales de la NBA | Finales de la NBA | Finales de la NBA |
|  |                         |                         |                         |   |  |                     |                     |                     |  |  |                   |                   |                   |
|  | E3                      | Philadelphia            | 2                       |   |  | E1                  | Boston              | 4                   |  |  |                   |                   |                   |
|  | E3                      | Philadelphia            | 2                       |   |  | E1                  | Boston              | 4                   |  |  |                   |                   |                   |
|  | E2                      | Cincinnati              | 3                       |   |  | E2                  | Cincinnati          | 1                   |  |  |                   |                   |                   |
|  | E2                      | Cincinnati              | 3                       |   |  | E2                  | Cincinnati          | 1                   |  |  |                   |                   |                   |
|  |                         |                         |                         |   |  | División Este       |                     |                     |  |  |                   |                   |                   |
|  |                         |                         |                         |   |  |                     |                     |                     |  |  |                   |                   |                   |
|  |                         |                         |                         |   |  |                     |                     |                     |  |  | E1                | Boston            | 4                 |
|  |                         |                         |                         |   |  |                     |                     |                     |  |  | E1                | Boston            | 4                 |
|  |                         | O1                      | San Francisco           | 1 |  |                     |                     |                     |  |  |                   |                   |                   |
|  |                         |                         |                         |   |  |                     |                     |                     |  |  |                   |                   |                   |
|  |                         |                         |                         |   |  |                     |                     |                     |  |  |                   |                   |                   |
|  |                         |                         |                         |   |  |                     |                     |                     |  |  |                   |                   |                   |
|  | O3                      | Los Angeles             | 2                       |   |  | O1                  | San Francisco       | 4                   |  |  |                   |                   |                   |
|  | O3                      | Los Angeles             | 2                       |   |  | O1                  | San Francisco       | 4                   |  |  |                   |                   |                   |
|  | O2                      | St. Louis               | 3                       |   |  | O2                  | St. Louis           | 3                   |  |  |                   |                   |                   |
|  | O2                      | St. Louis               | 3                       |   |  | O2                  | St. Louis           | 3                   |  |  |                   |                   |                   |
|  |                         |                         |                         |   |  | División Oeste      |                     |                     |  |  |                   |                   |                   |
|  |                         |                         |                         |   |  |                     |                     |                     |  |  |                   |                   |                   |

## Semifinales de División

### Semifinales División Este

#### (2) Cincinnati Royals vs. (3) Philadelphia 76ers
| 22 de marzo                       | Philadelphia 76ers                                          | 102–127              | Cincinnati Royals                                                 | |  |  |
|                                   | Parciales: 30–29, 19–32, 25–33, 28–33                       |                      |                                                                   | |  |  |
|                                   | Estadísticas Greer, Kerr 21 each Red Kerr 15 Paul Neumann 8 | Reporte Pts Reb Asts | Estadísticas Oscar Robertson 31 Jerry Lucas 25 Oscar Robertson 16 | Pabellón: Cincinnati Gardens, Cincinnati, Ohio Asistencia: 6238 espectadores Árbitros: Willie Smith, Sid Borgia |  |  |
| Cincinnati lidera las series, 1–0 |                                                             |                      |                                                                   | |  |  |
|                                   |                                                             |                      |                                                                   | |  |  |

| 24 de marzo           | Cincinnati Royals                                                        | 114–122              | Philadelphia 76ers                                |                                                                                         |  |  |
|                       | Parciales: 34–36, 32–25, 25–29, 23–32                                    |                      |                                                   |                                                                                         |  |  |
|                       | Estadísticas Oscar Robertson 30 Wayne Embry 11 tres jugadores 5 cada uno | Reporte Pts Reb Asts | Estadísticas Hal Greer 29 Red Kerr 15 Hal Greer 7 | Pabellón: Municipal Auditorium, Philadelphia, Pensilvania Asistencia: 4510 espectadores |  |  |
| Series empatadas, 1–1 |                                                                          |                      |                                                   |                                                                                         |  |  |
|                       |                                                                          |                      |                                                   |                                                                                         |  |  |

| 25 de marzo                       | Philadelphia 76ers                      | 89–101          | Cincinnati Royals                              |                                                                              |  |  |
|                                   | Parciales: 18–26, 27–32, 19–23, 25–20   |                 |                                                |                                                                              |  |  |
|                                   | Estadísticas Chet Walker 21 Red Kerr 19 | Reporte Pts Reb | Estadísticas Oscar Robertson 28 Jack Twyman 21 | Pabellón: Cincinnati Gardens, Cincinnati, Ohio Asistencia: 7171 espectadores |  |  |
| Cincinnati lidera las series, 2–1 |                                         |                 |                                                |                                                                              |  |  |
|                                   |                                         |                 |                                                |                                                                              |  |  |

| 28 de marzo           | Cincinnati Royals                                                   | 120–129              | Philadelphia 76ers                                  |                                                                                         |  |  |
|                       | Parciales: 28–31, 33–29, 24–36, 35–33                               |                      |                                                     |                                                                                         |  |  |
|                       | Estadísticas Oscar Robertson 31 Oscar Robertson 14 Bucky Bockhorn 7 | Reporte Pts Reb Asts | Estadísticas Hal Greer 22 Ben Warley 15 Hal Greer 8 | Pabellón: Municipal Auditorium, Philadelphia, Pensilvania Asistencia: 4255 espectadores |  |  |
| Series empatadas, 2–2 |                                                                     |                      |                                                     |                                                                                         |  |  |
|                       |                                                                     |                      |                                                     |                                                                                         |  |  |

| 29 de marzo                     | Philadelphia 76ers                    | 124–130         | Cincinnati Royals                              |                                                                              |  |  |
|                                 | Parciales: 23–29, 36–30, 28–35, 37–36 |                 |                                                |                                                                              |  |  |
|                                 | Estadísticas Red Kerr 31 Red Kerr 11  | Reporte Pts Reb | Estadísticas Oscar Robertson 32 Wayne Embry 17 | Pabellón: Cincinnati Gardens, Cincinnati, Ohio Asistencia: 7913 espectadores |  |  |
| Cincinnati gana las series, 3–2 |                                       |                 |                                                |                                                                              |  |  |
|                                 |                                       |                 |                                                |                                                                              |  |  |

Este fue el segundo encuentro de playoffs entre estos dos equipos, con los Royals ganando el primero cuando los 76ers eran los Syracuse Nationals.
| \| 1963 \| Syracuse Nationals \| 2–3 \| Cincinnati Royals \| \| \| \| \| \| \| \| \| \| \| \| \| Pabellón: 1963 Eastern Division Semifinals \| |                    |     |                   |                                            |
| 1963 | Syracuse Nationals | 2–3 | Cincinnati Royals |                                            |
| |                    |     |                   |                                            |
| |                    |     |                   | Pabellón: 1963 Eastern Division Semifinals |

### Semifinales División Oeste

#### (2) St. Louis Hawks vs. (3) Los Angeles Lakers
| 21 de marzo                      | Los Angeles Lakers                                        | 104–115              | St. Louis Hawks                                                     |                                                                            |  |  |
|                                  | Parciales: 23–32, 35–25, 29–29, 17–29                     |                      |                                                                     |                                                                            |  |  |
|                                  | Estadísticas Jerry West 35 Elgin Baylor 15 Dick Barnett 5 | Reporte Pts Reb Asts | Estadísticas Cliff Hagan 27 Bob Pettit 22 Hagan, Wilkens 7 cada uno | Pabellón: Kiel Auditorium, St. Louis, Misuri Asistencia: 7214 espectadores |  |  |
| St. Louis lidera las series, 1–0 |                                                           |                      |                                                                     |                                                                            |  |  |
|                                  |                                                           |                      |                                                                     |                                                                            |  |  |

| 22 de marzo                      | Los Angeles Lakers                                     | 90–106               | St. Louis Hawks                                           |                                                                            |  |  |
|                                  | Parciales: 22–21, 19–27, 26–24, 23–34                  |                      |                                                           |                                                                            |  |  |
|                                  | Estadísticas Elgin Baylor 20 LeRoy Ellis 18 Jim King 4 | Reporte Pts Reb Asts | Estadísticas Richie Guerin 22 Bob Pettit 18 Cliff Hagan 6 | Pabellón: Kiel Auditorium, St. Louis, Misuri Asistencia: 7014 espectadores |  |  |
| St. Louis lidera las series, 2–0 |                                                        |                      |                                                           |                                                                            |  |  |
|                                  |                                                        |                      |                                                           |                                                                            |  |  |

| 25 de marzo                      | St. Louis Hawks                                        | 105–107              | Los Angeles Lakers                                         | |  |  |
|                                  | Parciales: 22–33, 27–26, 29–24, 27–24                  |                      |                                                            | |  |  |
|                                  | Estadísticas Bob Pettit 23 Bob Pettit 10 Cliff Hagan 5 | Reporte Pts Reb Asts | Estadísticas Jerry West 39 Elgin Baylor 16 Elgin Baylor 11 | Pabellón: Los Angeles Memorial Sports Arena, Los Angeles, California Asistencia: 11 728 espectadores |  |  |
| St. Louis lidera las series, 2–1 |                                                        |                      |                                                            | |  |  |
|                                  |                                                        |                      |                                                            | |  |  |

| 28 de marzo           | St. Louis Hawks                                          | 88–97                | Los Angeles Lakers                                        | |  |  |
|                       | Parciales: 23–23, 26–18, 18–34, 21–22                    |                      |                                                           | |  |  |
|                       | Estadísticas Bob Pettit 23 Bob Pettit 12 Lenny Wilkens 7 | Reporte Pts Reb Asts | Estadísticas Jerry West 39 LeRoy Ellis 11 Elgin Baylor 10 | Pabellón: Los Angeles Memorial Sports Arena, Los Ángeles, California Asistencia: 13 862 espectadores |  |  |
| Series empatadas, 2–2 |                                                          |                      |                                                           | |  |  |
|                       |                                                          |                      |                                                           | |  |  |

| 30 de marzo                    | Los Angeles Lakers                                          | 108–121              | St. Louis Hawks                                                      |                                                                            |  |  |
|                                | Parciales: 25–34, 31–22, 19–31, 33–34                       |                      |                                                                      |                                                                            |  |  |
|                                | Estadísticas Elgin Baylor 28 Elgin Baylor 11 Dick Barnett 4 | Reporte Pts Reb Asts | Estadísticas Lenny Wilkens 30 Bob Pettit 20 Hagan, Guerin 6 cada uno | Pabellón: Kiel Auditorium, St. Louis, Misuri Asistencia: 9574 espectadores |  |  |
| St. Louis gana las series, 3–2 |                                                             |                      |                                                                      |                                                                            |  |  |
|                                |                                                             |                      |                                                                      |                                                                            |  |  |

Este fue el séptimo encuentro de playoffs entre estos dos equipos, con los Hawks ganando cuatro de los primeros seis encuentros.
| 1956 | St. Louis Hawks | 2–1 | Minneapolis Lakers |                                            |
|      |                 |     |                    |                                            |
|      |                 |     |                    | Pabellón: 1956 Western Division Semifinals |

| 1957 | St. Louis Hawks | 3–0 | Minneapolis Lakers |                                        |
|      |                 |     |                    |                                        |
|      |                 |     |                    | Pabellón: 1957 Western Division Finals |

| 1959 | St. Louis Hawks | 2–4 | Minneapolis Lakers |                                        |
|      |                 |     |                    |                                        |
|      |                 |     |                    | Pabellón: 1959 Western Division Finals |

| 1960 | St. Louis Hawks | 4–3 | Minneapolis Lakers |                                        |
|      |                 |     |                    |                                        |
|      |                 |     |                    | Pabellón: 1960 Western Division Finals |

| 1961 | St. Louis Hawks | 4–3 | Los Angeles Lakers |                                        |
|      |                 |     |                    |                                        |
|      |                 |     |                    | Pabellón: 1961 Western Division Finals |

| 1963 | St. Louis Hawks | 3–4 | Los Angeles Lakers |                                        |
|      |                 |     |                    |                                        |
|      |                 |     |                    | Pabellón: 1963 Western Division Finals |

## Finales de División

### Finales División Este

#### (1) Boston Celtics vs. (2) Cincinnati Royals
| 31 de marzo                   | Cincinnati Royals                                                        | 87–103               | Boston Celtics                                          |                                                                                |  |  |
|                               | Parciales: 21–23, 19–26, 21–26, 26–28                                    |                      |                                                         |                                                                                |  |  |
|                               | Estadísticas Wayne Embry 21 Wayne Embry 16 Robertson, Arnette 3 cada uno | Reporte Pts Reb Asts | Estadísticas Sam Jones 27 Bill Russell 31 K. C. Jones 9 | Pabellón: Boston Garden, Boston, Massachusetts Asistencia: 13 909 espectadores |  |  |
| Boston lidera las series, 1–0 |                                                                          |                      |                                                         |                                                                                |  |  |
|                               |                                                                          |                      |                                                         |                                                                                |  |  |

| 2 de abril                    | Cincinnati Royals                                                    | 90–101               | Boston Celtics                                             |                                                                                |  |  |
|                               | Parciales: 19–29, 23–21, 22–27, 26–24                                |                      |                                                            |                                                                                |  |  |
|                               | Estadísticas Oscar Robertson 30 Oscar Robertson 12 Oscar Robertson 9 | Reporte Pts Reb Asts | Estadísticas Tom Heinsohn 31 Bill Russell 28 K. C. Jones 8 | Pabellón: Boston Garden, Boston, Massachusetts Asistencia: 13 909 espectadores |  |  |
| Boston lidera las series, 2–0 |                                                                      |                      |                                                            |                                                                                |  |  |
|                               |                                                                      |                      |                                                            |                                                                                |  |  |

| 5 de abril                    | Boston Celtics                               | 102–92          | Cincinnati Royals                              |                                                                                |  |  |
|                               | Parciales: 25–21, 30–16, 26–27, 21–28        |                 |                                                |                                                                                |  |  |
|                               | Estadísticas Bill Russell 22 Bill Russell 28 | Reporte Pts Reb | Estadísticas Oscar Robertson 34 Jerry Lucas 24 | Pabellón: Cincinnati Gardens, Cincinnati, Ohio Asistencia: 11 850 espectadores |  |  |
| Boston lidera las series, 3–0 |                                              |                 |                                                |                                                                                |  |  |
|                               |                                              |                 |                                                |                                                                                |  |  |

| 7 de abril                    | Boston Celtics                                          | 93–102                | Cincinnati Royals                                             |                                                |  |  |
|                               | Parciales: 25–25, 24–21, 23–29, 21–27                   |                       |                                                               |                                                |  |  |
|                               | Estadísticas Sam Jones 33 Bill Russell 24 K. C. Jones 5 | Boxscore Pts Reb Asts | Estadísticas Oscar Robertson 33 Jerry Lucas 25 Jerry Lucas 10 | Pabellón: Cincinnati Gardens, Cincinnati, Ohio |  |  |
| Boston lidera las series, 3–1 |                                                         |                       |                                                               |                                                |  |  |
|                               |                                                         |                       |                                                               |                                                |  |  |

| 9 de abril                  | Cincinnati Royals                                                | 95–109               | Boston Celtics                                                            |                                                                                |  |  |
|                             | Parciales: 19–33, 22–26, 21–26, 33–24                            |                      |                                                                           |                                                                                |  |  |
|                             | Estadísticas Oscar Robertson 24 Wayne Embry 10 Oscar Robertson 6 | Reporte Pts Reb Asts | Estadísticas Sam Jones 23 Bill Russell 35 Russell, K. C. Jones 7 cada uno | Pabellón: Boston Garden, Boston, Massachusetts Asistencia: 13 909 espectadores |  |  |
| Boston gana las series, 4–1 |                                                                  |                      |                                                                           |                                                                                |  |  |
|                             |                                                                  |                      |                                                                           |                                                                                |  |  |

Este fue el segundo encuentro de playoffs entre estos dos equipos, con los Celtics ganando el primer encuentro.
| \| 1963 \| Boston Celtics \| 4–3 \| Cincinnati Royals \| \| \| \| \| \| \| \| \| \| \| \| \| Pabellón: 1963 Eastern Division Finals \| |                |     |                   |                                        |
| 1963 | Boston Celtics | 4–3 | Cincinnati Royals |                                        |
| |                |     |                   |                                        |
| |                |     |                   | Pabellón: 1963 Eastern Division Finals |

### Finales División Oeste

#### (1) San Francisco Warriors vs. (2) St. Louis Hawks
| 1 de abril                       | St. Louis Hawks                       | 116–111     | San Francisco Warriors           |                                                                                           |  |  |
|                                  | Parciales: 24–25, 15–32, 25–22, 32–29 |             |                                  |                                                                                           |  |  |
|                                  | Estadísticas Richie Guerin 32         | Reporte Pts | Estadísticas Wilt Chamberlain 37 | Pabellón: War Memorial Gymnasium, San Francisco, California Asistencia: 5231 espectadores |  |  |
| St. Louis lidera las series, 1–0 |                                       |             |                                  |                                                                                           |  |  |
|                                  |                                       |             |                                  |                                                                                           |  |  |

Este es el único partido de playoffs que se llevó a cabo en el límite de la ciudad de San Francisco hasta 2022.
| 3 de abril            | St. Louis Hawks                       | 85–120      | San Francisco Warriors           |                                                                           |  |  |
|                       | Parciales: 23–28, 21–34, 18–28, 23–30 |             |                                  |                                                                           |  |  |
|                       | Estadísticas Richie Guerin 23         | Reporte Pts | Estadísticas Wilt Chamberlain 28 | Pabellón: Cow Palace, Daly City, California Asistencia: 9063 espectadores |  |  |
| Series empatadas, 1–1 |                                       |             |                                  |                                                                           |  |  |
|                       |                                       |             |                                  |                                                                           |  |  |

| 5 de abril                  | San Francisco Warriors                | 109–113     | St. Louis Hawks            |                                                                              |  |  |
|                             | Parciales: 28–29, 31–33, 25–23, 25–28 |             |                            |                                                                              |  |  |
|                             | Estadísticas Wilt Chamberlain 46      | Reporte Pts | Estadísticas Bob Pettit 26 | Pabellón: Kiel Auditorium, St. Louis, Misuri Asistencia: 10 163 espectadores |  |  |
| St. Louis leads series, 2–1 |                                       |             |                            |                                                                              |  |  |
|                             |                                       |             |                            |                                                                              |  |  |

| 8 de abril            | San Francisco Warriors                | 111–109     | St. Louis Hawks            |                                                                              |  |  |
|                       | Parciales: 28–30, 28–24, 27–28, 28–27 |             |                            |                                                                              |  |  |
|                       | Estadísticas Wilt Chamberlain 36      | Reporte Pts | Estadísticas Bob Pettit 29 | Pabellón: Kiel Auditorium, St. Louis, Misuri Asistencia: 10 118 espectadores |  |  |
| Series empatadas, 2–2 |                                       |             |                            |                                                                              |  |  |
|                       |                                       |             |                            |                                                                              |  |  |

| 10 de abril                          | St. Louis Hawks                          | 97–121          | San Francisco Warriors                                             |                                                                             |  |  |
|                                      | Parciales: 21–36, 28–22, 21–29, 27–34    |                 |                                                                    |                                                                             |  |  |
|                                      | Estadísticas Bob Pettit 19 Bob Pettit 11 | Reporte Pts Reb | Estadísticas Wilt Chamberlain 50 Chamberlain, Thurmond 15 cada uno | Pabellón: Cow Palace, Daly City, California Asistencia: 10 628 espectadores |  |  |
| San Francisco lidera las series, 3–2 |                                          |                 |                                                                    |                                                                             |  |  |
|                                      |                                          |                 |                                                                    |                                                                             |  |  |

| 12 de abril           | San Francisco Warriors                | 95–123      | St. Louis Hawks            |                                                                            |  |  |
|                       | Parciales: 16–28, 17–31, 36–34, 26–30 |             |                            |                                                                            |  |  |
|                       | Estadísticas Wilt Chamberlain 34      | Reporte Pts | Estadísticas Bob Pettit 21 | Pabellón: Kiel Auditorium, St. Louis, Misuri Asistencia: 8967 espectadores |  |  |
| Series empatadas, 3–3 |                                       |             |                            |                                                                            |  |  |
|                       |                                       |             |                            |                                                                            |  |  |

| 16 de abril                        | St. Louis Hawks                                        | 95–105               | San Francisco Warriors                                             |                                                                           |  |  |
|                                    | Parciales: 33–32, 19–21, 25–23, 18–29                  |                      |                                                                    |                                                                           |  |  |
|                                    | Estadísticas Bob Pettit 24 Bob Pettit 14 Cliff Hagan 5 | Reporte Pts Reb Asts | Estadísticas Wilt Chamberlain 39 Wilt Chamberlain 30 Guy Rodgers 8 | Pabellón: Cow Palace, Daly City, California Asistencia: 8923 espectadores |  |  |
| San Francisco gana las series, 4–3 |                                                        |                      |                                                                    |                                                                           |  |  |
|                                    |                                                        |                      |                                                                    |                                                                           |  |  |

Este fue el primer encuentro de playoffs entre estos dos equipos.

## Finales de la NBA: (E1) Boston Celtics vs. (W1) San Francisco Warriors
| 18 de abril                   | San Francisco Warriors                                             | 96–108               | Boston Celtics                                          |                                                                                |  |  |
|                               | Parciales: 24–25, 15–32, 25–22, 32–29                              |                      |                                                         |                                                                                |  |  |
|                               | Estadísticas Wilt Chamberlain 22 Wilt Chamberlain 23 Guy Rodgers 8 | Reporte Pts Reb Asts | Estadísticas Sam Jones 28 Bill Russell 25 K. C. Jones 7 | Pabellón: Boston Garden, Boston, Massachusetts Asistencia: 13 909 espectadores |  |  |
| Boston lidera las series, 1–0 |                                                                    |                      |                                                         |                                                                                |  |  |
|                               |                                                                    |                      |                                                         |                                                                                |  |  |

| 20 de abril                   | San Francisco Warriors                                                            | 101–124              | Boston Celtics                                           |                                                                                |  |  |
|                               | Parciales: 22–31, 21–31, 25–36, 33–26                                             |                      |                                                          |                                                                                |  |  |
|                               | Estadísticas Wilt Chamberlain 32 Wilt Chamberlain 25 Phillips, Rodgers 4 cada uno | Reporte Pts Reb Asts | Estadísticas Sam Jones 31 Bill Russell 24 Bill Russell 9 | Pabellón: Boston Garden, Boston, Massachusetts Asistencia: 13 909 espectadores |  |  |
| Boston lidera las series, 2–0 |                                                                                   |                      |                                                          |                                                                                |  |  |
|                               |                                                                                   |                      |                                                          |                                                                                |  |  |

| 22 de abril                   | Boston Celtics                                              | 91–115               | San Francisco Warriors                                             |                                                                             |  |  |
|                               | Parciales: 21–40, 22–27, 21–23, 27–25                       |                      |                                                                    |                                                                             |  |  |
|                               | Estadísticas John Havlicek 22 Bill Russell 32 K. C. Jones 8 | Reporte Pts Reb Asts | Estadísticas Wilt Chamberlain 35 Wilt Chamberlain 25 Guy Rodgers 7 | Pabellón: Cow Palace, Daly City, California Asistencia: 10 981 espectadores |  |  |
| Boston lidera las series, 2–1 |                                                             |                      |                                                                    |                                                                             |  |  |
|                               |                                                             |                      |                                                                    |                                                                             |  |  |

| 24 de abril                   | Boston Celtics                                             | 98–95                | San Francisco Warriors                                             |                                                                             |  |  |
|                               | Parciales: 17–24, 23–20, 36–20, 22–31                      |                      |                                                                    |                                                                             |  |  |
|                               | Estadísticas Tom Heinsohn 25 Bill Russell 19 K. C. Jones 5 | Reporte Pts Reb Asts | Estadísticas Wilt Chamberlain 27 Wilt Chamberlain 38 Guy Rodgers 6 | Pabellón: Cow Palace, Daly City, California Asistencia: 14 862 espectadores |  |  |
| Boston lidera las series, 3–1 |                                                            |                      |                                                                    |                                                                             |  |  |
|                               |                                                            |                      |                                                                    |                                                                             |  |  |

| 26 de abril                 | San Francisco Warriors                                             | 99–105               | Boston Celtics                                              |                                                                                |  |  |
|                             | Parciales: 24–22, 17–23, 30–29, 28–31                              |                      |                                                             |                                                                                |  |  |
|                             | Estadísticas Wilt Chamberlain 30 Wilt Chamberlain 27 Guy Rodgers 7 | Reporte Pts Reb Asts | Estadísticas Tom Heinsohn 19 Bill Russell 26 Bill Russell 6 | Pabellón: Boston Garden, Boston, Massachusetts Asistencia: 13 909 espectadores |  |  |
| Boston gana las series, 4–1 |                                                                    |                      |                                                             |                                                                                |  |  |
|                             |                                                                    |                      |                                                             |                                                                                |  |  |

Este fue el cuarto encuentro de playoffs entre estos dos equipos, con los Celtics ganando los primeros tres encuentros cuando los Warriors tenían su sede en Filadelfia.
| 1958 | Boston Celtics | 4–1 | Philadelphia Warriors |                                        |
|      |                |     |                       |                                        |
|      |                |     |                       | Pabellón: 1958 Eastern Division Finals |

| 1960 | Boston Celtics | 4–2 | Philadelphia Warriors |                                        |
|      |                |     |                       |                                        |
|      |                |     |                       | Pabellón: 1960 Eastern Division Finals |

| 1962 | Boston Celtics | 4–3 | Philadelphia Warriors |                                        |
|      |                |     |                       |                                        |
|      |                |     |                       | Pabellón: 1962 Eastern Division Finals |